# Masacre de Ayolas y Cafferata

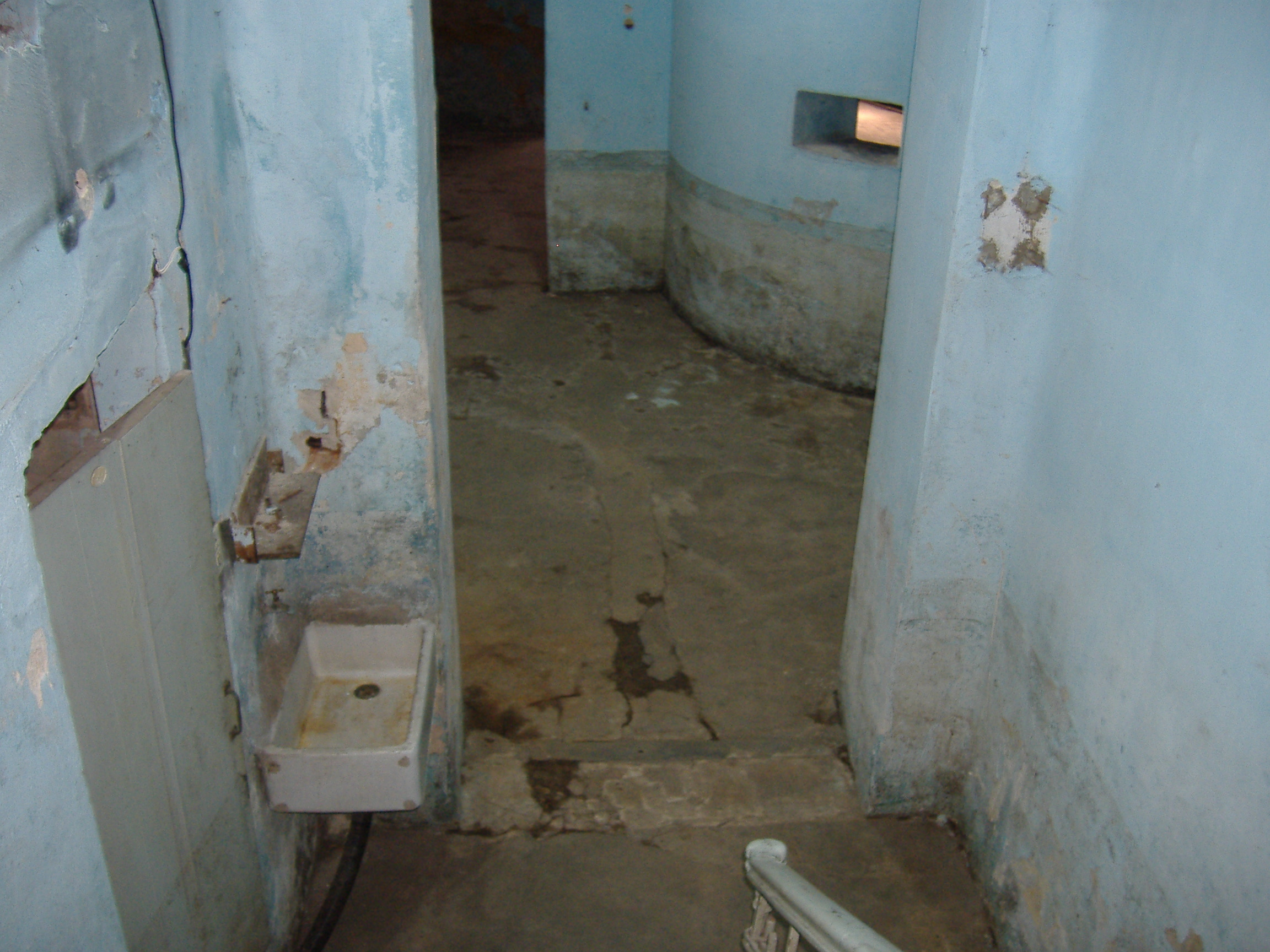
«El Pozo» (Servicio de Informaciones Policía de Santa Fe).

Se conoce como Masacre de Ayolas y Cafferata al hecho ocurrido el 23 de enero de 1977, en el que fueron asesinados seis estudiantes universitarios que pertenecían a la Corriente Universitaria por la Revolución Socialista (CURS), una rama de la organización política Poder Obrero. Los jóvenes habían sido secuestrados días antes y permanecían en el centro clandestino de detención (CCD) Servicio de Informaciones de la Jefatura de Policía de Rosario. Como represalia por la fuga de un detenido, los trasladaron a unos galpones ubicados en la ex calle Ayolas (hoy Uruguay) y Cafferata, de la ciudad de Rosario, donde fueron asesinados.

## Los hechos
En enero de 1977 siete personas fueron detenidas ilegalmente en distintos puntos de la ciudad de Rosario y llevados a dependencias del ex Servicio de Informaciones de la policía provincial que operaba entonces como centro clandestino de detención y estaba bajo el mando de Agustín Feced. Uno de los secuestrados logró escapar.
En su testimonio, un sobreviviente de ese mismo CCD relató las circunstancias del hecho: “Después de que el tipo se escapa, en represalia los matan a todos. Nosotros escuchamos el ruido de los autos cuando se los llevaban a todos vivos”.
Un comunicado oficial del II Cuerpo de Ejército emitido unos días después daba su versión de los hechos: “El día 23 de enero, siendo las 2,30 horas. aproximadamente, personal perteneciente a la jefatura de Área 211, al arribar a la intersección de las calles Cafferata y Saavedra, observó en un automóvil Renault 12 ocupado por varias personas que iba siguiendo a una motocicleta tripulada por una pareja, aspecto que llamó la atención, y se les impartió la orden de detención para controlar la documentación personal. Los respectivos conductores imprimieron mayor velocidad a los vehículos para iniciar la fuga y cayeron abatidos los ocupantes de la motocicleta y del automóvil. Cuando se procedió a revisar el automóvil se encontraron doce granadas de mano y veinte kilos de explosivos, ante lo cual se alertó a los vecinos para evitar cualquier accidente y se requirió la participación de la Brigada de explosivos. Se realizan diligencias para determinar la identificación de los 6 delincuentes abatidos (4 mujeres y 2 hombres)”.
Posteriormente fueron sepultados como NN en el cementerio La Piedad. Los cuerpos de Nadia Doria y Mónica Woelflin no fueron recuperados.
Los hechos del Pasaje Marchena, Los Surgentes e Ibarlucea tuvieron características similares. En todos los casos se intentó encubrir el delito informando un “enfrentamiento”, situación que habilitaría a las fuerzas de seguridad a actuar violentamente para repeler el supuesto ataque.

## Víctimas
- Nadia Doria (n. 13 de julio de 1944, Puerto Cititanova, Italia, 32 años). Trabajaba en tareas administrativas en Acindar y era representante sindical de su sector desde 1974.[1] Fue detenida en marzo de 1975 en Villa Constitución en el marco de la represión en Acindar y liberada el julio del mismo año. Fue secuestrada en un punto sin determinar entre el 20 y el 23 de enero.[3]

- Héctor Luis Fluxa Peirano «Topi» (n. 28 de agosto de 1956, 20 años).[4] Oriundo de la ciudad de Santa Fe, había llegado a Rosario para estudiar arquitectura. Estaba en pareja con Silvia Somoza.[1]

- Gladys Beatriz Hiriburu Lissi (n. 24 de noviembre de 1956, 20 años). Estudiaba medicina en Rosario.[5]

- Silvia Lidia Somoza (n. 17 de diciembre de 1954, Rosario, 22 años). Estudiaba psicología y estaba embarazada de tres meses al momento de su asesinato.[6] Embarazada al momento de su secuestro.[1]

- Luis Enrique Ulmansky Azeretzky (n. 9 de agosto de 1951, Las Palmeras, Santa Fe, 25 años).[7] Egresó de la Escuela Nacional Sarmiento de Moisés Ville. Se inscribió en la carrera de psicología en 1975. Estaba en pareja con Gladys Beatriz Hiriburu.[8]

- Mónica Cristina Woelflin Torres (n. 21 de marzo de 1951, 25 años). Estudiaba medicina en la Universidad Nacional de Rosario y trabajaba como ayudante en la cátedra de Física Biológica.[9]

## Homenajes
- El primer homenaje se realizó en enero de 2007 en el ex Servicio de Informaciones de la policía provincial.[1]
- En 2008, se inauguró un memorial realizado por el Área de Derechos Humanos de la Facultad de Arquitectura, con pequeñas losetas con los nombres de los asesinados quedaron selladas en la intersección de la ex Ayolas y Cafferata y metros más allá el mural de los ex presos.[10]